# 폴 듀보브

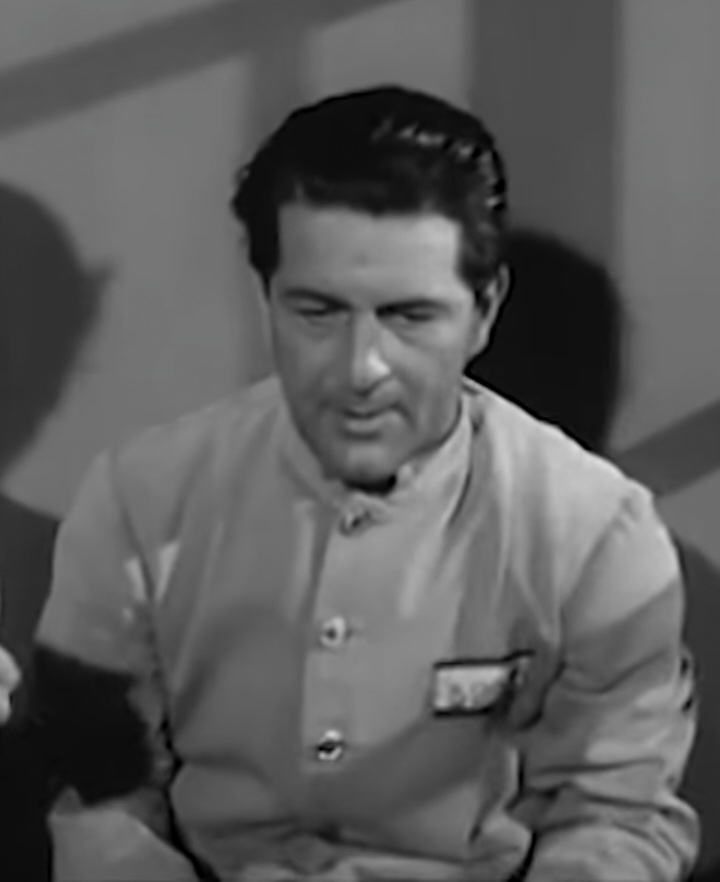

폴 듀보브(Paul Dubov, 1918년 10월 10일 ~ 1979년 9월 20일)는 미국의 배우, 각본가, 텔레비전 배우이다.
일리노이주에서 태어났으며 엔시노에서 사망하였다.

## 영화
- 아들과 딸들 (1977년)
- 원더 우먼 - TV 시리즈 (1975년)
- 위드 식스 유 겟 애그롤 (1968년)
- 당신에게 오늘 밤을 (1963년)
- 충격의 복도 (1963년)
- 미국의 암흑가 (1961년)
- 추격 (1959년)
- 보난자 (1959년)
- 선셋 77번가 (1958년)
- 부두 우먼 (1957년)
- 40정의 총 (1957년)
- 쉬 크리처 (1956년)
- 쉐이크, 래틀 & 락! (1956년)
- 그는 마지막에 웃었다 (1956년)
- 세계가 멸망한 날 (1956년)
- 딜론 보안관 (1955년)
- 매드 앳 더 월드 (1955년)
- 아파치 여인 (1955년)
- 아이, 더 주어리 (1953년)
- 데드라인 - U.S.A. (1952년)
- 하이 눈 (1952년)
- 영 맨 위드 어 혼 (1950년)
- 시라노 (1950년)
- 셋업 (1949년)
- 돈 윈슬로 오브 더 코스트 (1943년)